# Ousman Sonko

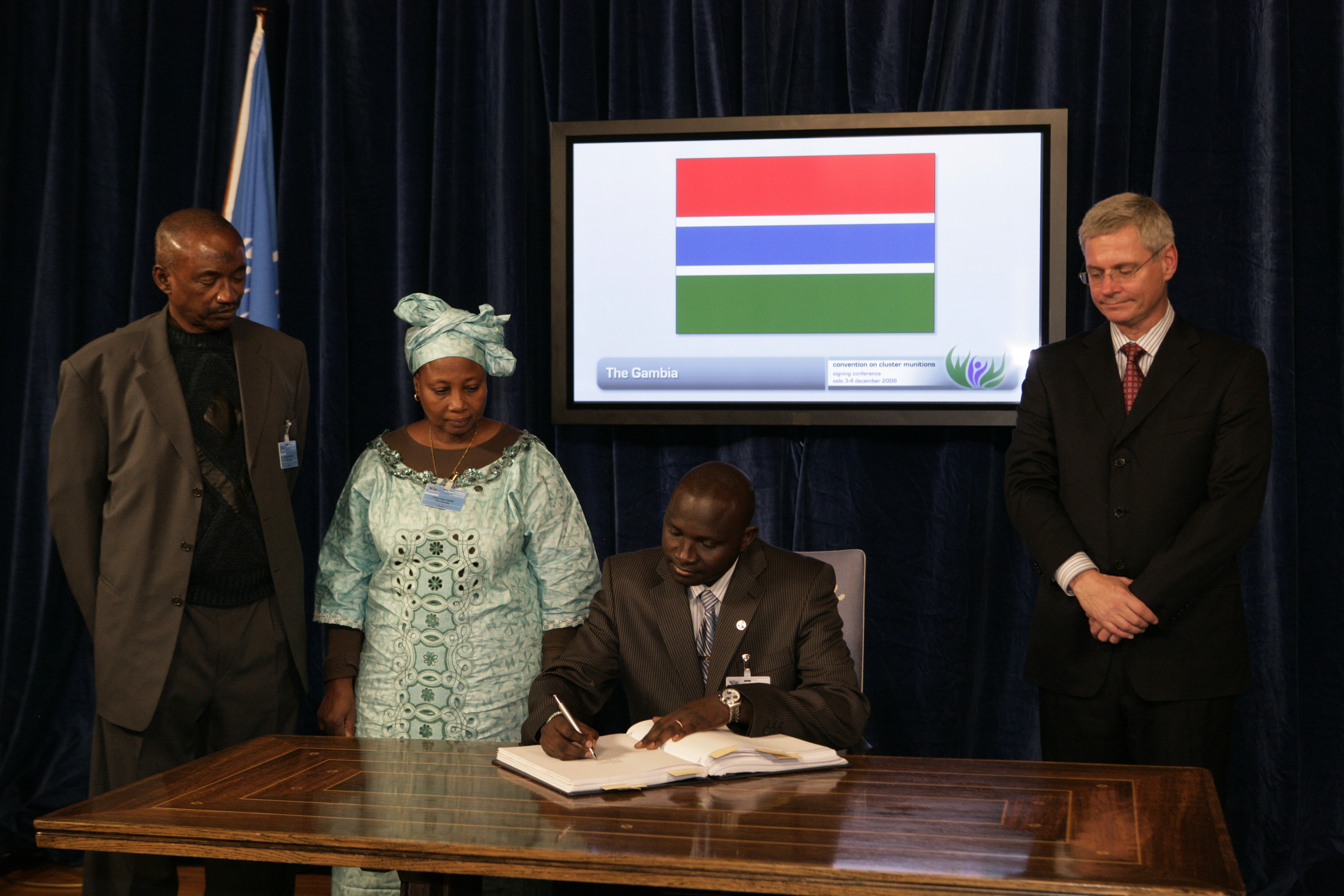
Ousman Sonko bei der Unterzeichnung des Vertrages zur Ächtung von Streubomben in Oslo 2008

Ousman Sonko (* 9. Januar 1969 in Serekunda) ist ein ehemaliger gambischer Politiker. Er war von 2006 bis 2016 Innenminister im Kabinett von Yahya Jammeh. Im Januar 2017 wurde er in der Schweiz, wo er einen Asylantrag gestellt hatte, wegen des Verdachts auf Verbrechen gegen die Menschlichkeit verhaftet und 2023 angeklagt. Am 15. Mai 2024 wurde er vom Schweizer Bundesstrafgericht zu 20 Jahren Freiheitsstrafe verurteilt.

## Leben
Sonko schloss seine Schulbildung mit der Sekundarstufe ab, bevor er im Januar 1988 in die Gambia National Army (GNA), das Heer der gambischen Streitkräfte, eintrat. Im November 1994 wurde er zum Leutnant befördert und im März 2000 zum Hauptmann. Eine Beförderung zum Major erfolgte im September 2004. Bis 2005 war er kommandierender Offizier des 1. Infanterie-Bataillons. Während seiner Militärzeit besuchte Sonko Kurse in Pakistan, Nigeria und Taiwan und nahm an Militäroperationen (UNAMSIL) der Vereinten Nationen in Sierra Leone teil.
Als enger Vertrauter des damaligen Präsidenten diente Sonko dann kurzzeitig als Kommandeur der Gambia Presidential Guard im State House. Im Februar 2005 wurde er zum Generalinspekteur der Polizei (englisch Inspector General of Police; IGP) ernannt, nachdem sein Vorgänger Landing Badjie dieses Postens enthoben wurde.
Zum Innenminister im Kabinett Jammehs wurde Sonko im November 2006 berufen. Er ersetzte dort den ehemaligen GNA-Offizier Oberst Baboucarr Jatta. Am 16. September 2016 wurde er aus dem Kabinett entlassen. Oppositionelle werfen Sonko vor, für Verbrechen der gambischen Sicherheitskräfte wie die Schüsse auf einen Studentenprotest mit neun Toten, die Tötung eines Journalisten und das Verschwindenlassen von Personen verantwortlich zu sein.
Im November 2016 stellte er im Schweizer Kanton Bern einen Asylantrag, nachdem sein Gesuch in Schweden abgelehnt worden war und er in die Schweiz überstellt wurde, weil er aus seiner Zeit als Innenminister über ein von der Schweiz ausgestelltes Schengen-Visum verfügte. Am 26. Januar 2017 verhaftete ihn die Berner Polizei, nachdem die Sendung Rundschau des Schweizer Fernsehens SRF seine Anwesenheit in der Schweiz aufdeckte und die Genfer Nichtregierungsorganisation TRIAL daraufhin gegen ihn Strafanzeige wegen Verbrechen gegen die Menschlichkeit erstattet hatte. Seither ist Sonko in Schweizer Untersuchungshaft. Im April 2023 wurde er von der Bundesanwaltschaft beim Bundesstrafgericht angeklagt. Ihm wird vorgeworfen, während der gewaltsamen Repressionen durch die Streitkräfte des gambischen Präsidenten Yahya Jammeh in seinen jeweiligen Amtsfunktionen systematische und ausgedehnte Angriffe unterstützt, daran teilgenommen und sich nicht gegen diese gestellt zu haben. Jammeh floh nach Unruhen 2017 aus dem Land. Ihm wird massive Korruption vorgeworfen. Unter anderem wird Sonko weiter vorgeworfen, im Zusammenhang mit fünf Ereignissen zwischen 2000 und 2016 an Tötungen, Folterungen, Vergewaltigungen und illegalen Inhaftierungen beteiligt gewesen zu sein und diese angeordnet, ermöglicht und womöglich nicht verhindert zu haben. Der Beginn der Verhandlung, die am Bundesstrafgericht in Bellinzona stattfand, war am 8. Januar 2024. Am 5. März 2024 forderte die Staatsanwaltschaft in ihrem Antrag eine lebenslange Haftstrafe gegen Ousman Sonko. Am 15. Mai 2024 wurde Sonko vom Bundesstrafgericht wegen Verbrechen gegen die Menschlichkeit zu 20 Jahren Haft verurteilt.

## Auszeichnungen und Ehrungen
- unbekannt, Member Order of the Republic of The Gambia
- 2010 ORG, Officer Order of the Republic of The Gambia
- 2016 – July 22nd Revolution Award[13]